# ピンネース

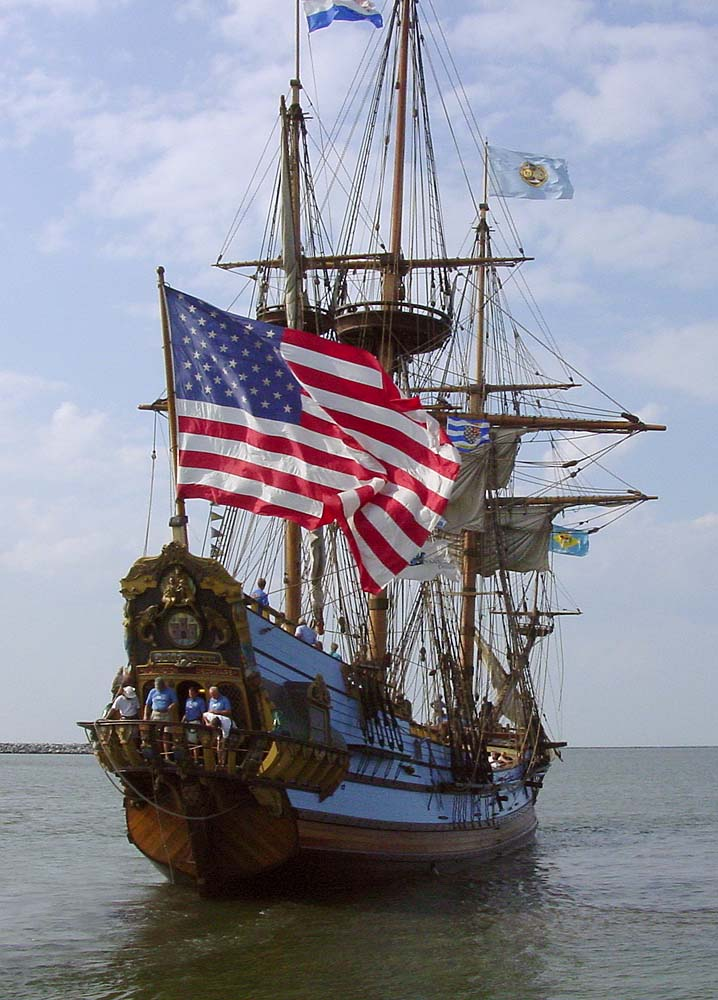
小型船舶のピンネースKalmar Nyckelのレプリカ

ピンネース（pinnace）とは、帆船の一種。大分して2種類の意味を持ち、一方は小型ボート、他方はボートよりやや大きい小型船舶を指す。
初期のピンネースは小型のボートで、帆あるいは櫂を推進力として用いていた。商船や軍艦を誘導する船を“ピンネース”と呼び、救命艇などの定義に当てはまらない艦載艇を意味するようになっていった。17世紀のカリブ海では港湾の海賊に対する警戒感が強く、寄港を希望する戦艦から先行する交渉役として使用されることも多かった。小型で風に対しても強かったことから海賊は偵察役としてピンネースを使用した。
17世紀の前半にはオランダで新たな帆船が開発された。その帆船はガレオンに似た形状で、シップに似た3本あるいは2本のマストを持っていた。この“ピンネース”は全てが小型ではなく、中には数トンの重量を持つものもあった。主にオランダ人によって使用され、北海において商船や小型軍艦など幅広く使用された。